# ماي إيست
ماي إيست (بالبرتغالية: May East‏) المعروفة أيضًا باسم ماريا إليزا كاباريلي بينهير، مغنية برازيلية، ولدت في 29 يناير 1959 في ساو باولو في البرازيل.
هي أيضا معلمة وكاتبة أغاني.

## المسيرة الموسيقية (1981 - 1992)
تربت ماي بمحيط فني كبير. و قد نقلت الفنانة من خلال أعمالها التي راوحت بين الأفلام أو الفيديوهات والموسيقى، مشاكل المجتمع البرازيلي في مخبلف المدن، خاصة الغابات المطيرة في الأمازون.
كموسيقية، بدأت ماي إيست حياتها المهنية كمطربة في فرقة قانق وأبسوردات في عام 1981. مزجت أغانيهم بين النمط الرائج آن ذاك (البيتنيك) وطابع الجوقات النسوية. و تعتبر هده الفرقة رائدة الفرق الموسيقية البرازيلية الجديدة في الثمانينات.
في عام 1982 تعاونت مع مجموعة فيديو تي في دي أو المستقلة في إنتاج البرنامج التلفزيوني موسياداد إندبندنت مع المنتج نيلسون موتا كشريك.
في عام 1984 أصدرت أول أغنية لها، «حريق في الغابة» ، في البرازيل وهولندا واليابان. تم اخبيار هذه الأغنية كموسيقى مصاحبة لفيلم أرياس اسكالدانت للمخرج فرانشيسكو دي بولا.
بعد بضعة أشهر، تم إطلاق ألبومها الأول، ريموتا باتوكادا.

## روابط خارجية
- ماي إيست على موقع أول ميوزيك (الإنجليزية)